# Wienachts-Chindli
Die Wienachts-Chindli (Weihnachts- oder Christkind) sind ein Seetaler Winterbrauch, der jeweils am 24. (Heiligabend) und 25. Dezember stattfindet. Nachdem er ursprünglich im ganzen Seetal anzutreffen war, wird er heute nur noch in Hallwil ausgeübt.

## Inhalt
In Hallwil werden die Familien traditionsgemäss an Heiligabend und seit den 1950er Jahren auch am Weihnachtsabend vom Wienachts-Chindli (Weihnachtskind) besucht. Sieben Mädchen im Alter von 12 bis 14 Jahren tun sich zusammen um der Bevölkerung eine Freude zu machen. Das älteste Mädchen übernimmt die Rolle des Wiehnechts-Chindli, es wird weiss gekleidet und mit einem Schleier verhüllt. Die sechs Begleiterinnen kleiden sich in rosafarbenen Gewändern. Sie tragen in der Stube einer Familie ein eingeübtes Lied vor, während das Wienachts-Chindli selbst gebackene Weihnachtschrömli (Weihnachtsgebäck) verteilt.